# Yōzei

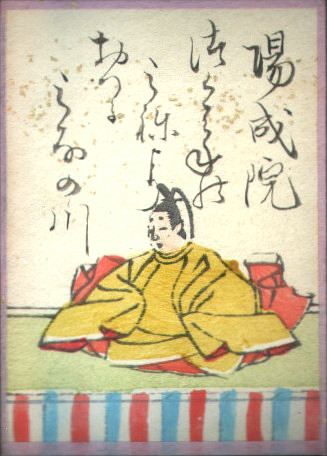
Yōzei, Illustration aus einer Hyakunin-Isshu-Ausgabe (Edo-Zeit)

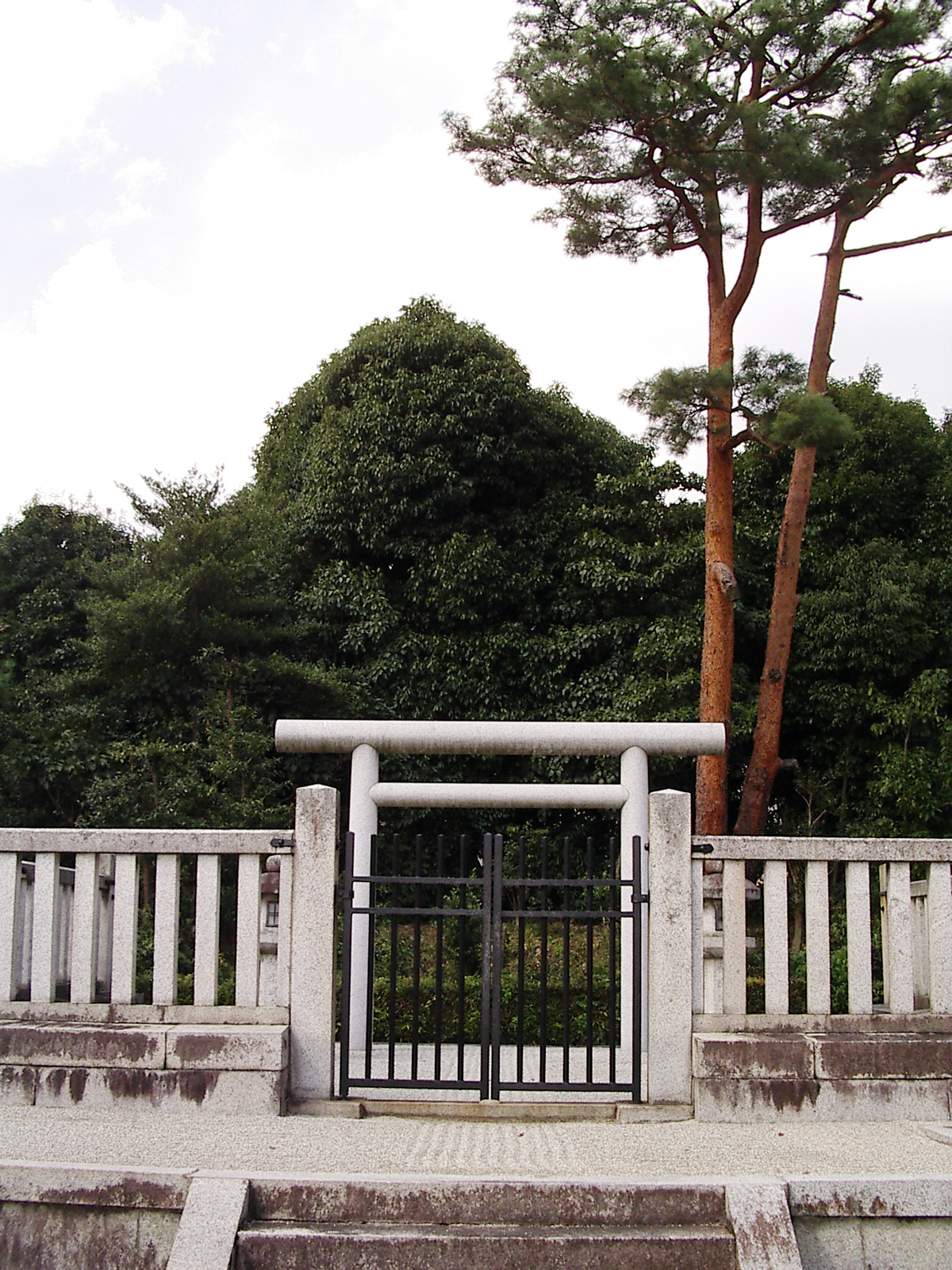
Das Grab des Yōzei-Tennō

Yōzei (jap. 陽成天皇, Yōzei-tennō, auch Sadaakira (貞明); * 2. Januar 869; † 23. Oktober 949) war der 57. Tennō von Japan. Er war der älteste Sohn des Seiwa-Tennō. Er wurde im Alter von zwei Jahren zum Thronfolger ernannt und bestieg mit zehn Jahren den Thron. Nach nur acht Jahren Regentschaft (18. Dezember 876 bis 4. März 884) dankte er krankheitsbedingt ab. Als Politiker war er nicht erfolgreich. Er war jedoch ein bekannter Dichter. Eines seiner Gedichte wurde ins Ogura Hyakunin Isshu aufgenommen.